# Motores Judd na Fórmula 1

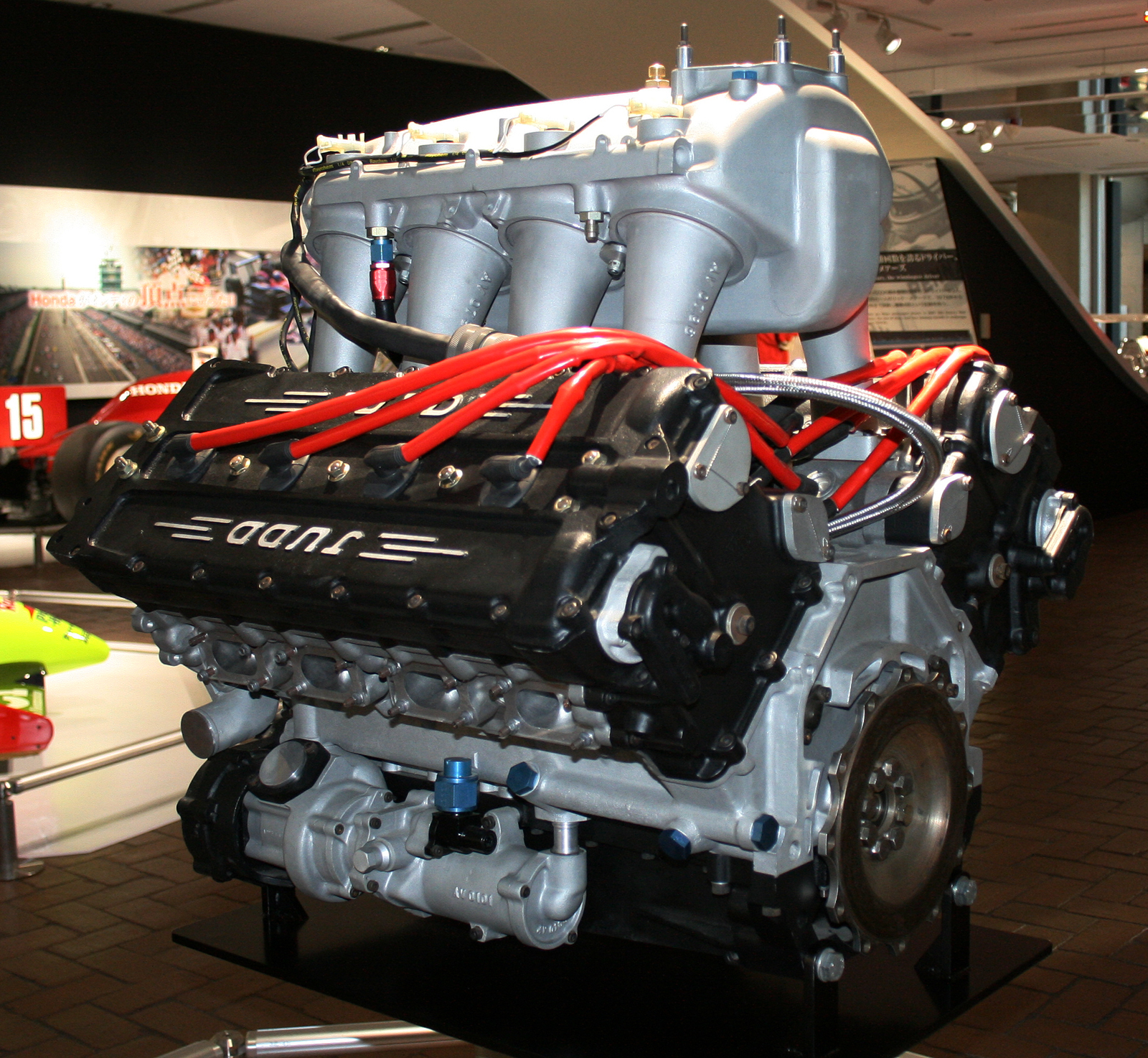
Motor Judd AV de 1989

## Fornecimento de Motores
| Ano  | Construtor   | Motor           |
| ---- | ------------ | --------------- |
| 1988 | March        | Judd CV 3.5 V8  |
| 1988 | Williams     | Judd CV 3.5 V8  |
| 1988 | Ligier       | Judd CV 3.5 V8  |
| 1989 | March        | Judd EV 3.5 V8  |
| 1989 | Lotus        | Judd CV 3.5 V8  |
| 1989 | Brabham      | Judd CV 3.5 V8  |
| 1989 | EuroBrun     | Judd CV 3.5 V8  |
| 1990 | Leyton House | Judd EV 3.5 V8  |
| 1990 | Brabham      | Judd EV 3.5 V8  |
| 1990 | EuroBrun     | Judd CV 3.5 V8  |
| 1991 | Lotus        | Judd EV 3.5 V8  |
| 1991 | Dallara      | Judd GV 3.5 V10 |
| 1992 | Brabham      | Judd GV 3.5 V10 |
| 1992 | Andrea Moda  | Judd GV 3.5 V10 |

### Campeonato de Pilotos[1]
| Ano  | Pos | Piloto       |
| ---- | --- | ------------ |
| 1988 | 7º  | Ivan Capelli |

### Campeonato de Construtores[1]
| Ano  | Pos | Construtor |
| ---- | --- | ---------- |
| 1988 | 6º  | March      |
| 1989 | 6º  | Lotus      |

### Pódios[1]
| Ano  | Grande Prêmio | Pos | Piloto            | Construtor   |
| ---- | ------------- | --- | ----------------- | ------------ |
| 1988 | Grã-Bretanha  | 2º  | Nigel Mansell     | Williams     |
| 1988 | Bélgica       | 3º  | Ivan Capelli      | March        |
| 1988 | Portugal      | 2º  | Ivan Capelli      | March        |
| 1988 | Espanha       | 2º  | Nigel Mansell     | Williams     |
| 1989 | Brasil        | 3º  | Maurício Gugelmin | March        |
| 1989 | Mônaco        | 3º  | Stefano Modena    | Brabham      |
| 1990 | França        | 2º  | Ivan Capelli      | Leyton House |
| 1991 | San Marino    | 3º  | J.J.Lehto         | Dallara      |

## Números na Fórmula 1
- Vitórias: 0[2] (0%[3])
- Pole-Positions: 0[4] (0%[5])
- Voltas Mais Rápidas: 3[6]
- Triplos (Pole, Vitória e Volta Mais Rápida) 0[7] (não considerando os pilotos, apenas o motor)
- Pontos: 86[8]
- Pódiuns: 8[9]
- Grandes Prêmios: 68[10] (Todos os Carros: 284[11])
- Grandes Prêmios com Pontos: 25[12]
- Largadas na Primeira Fila: 2[13]
- Posição Média no Grid: 15,705[14]
- Km na Liderança: 177,444 Km[15]
- Primeira Vitória: 0 Corrida[16]
- Primeira Pole Position: 0[17]
- Não Qualificações: 59[18]
- Desqualificações: 2[19]
- Porcentagem de Motores Quebrados: 58,450%[20]